# Казалморано
Казалморано (итал. Casalmorano) је насеље у Италији у округу Кремона, региону Ломбардија.
Према процени из 2011. у насељу је живело 1466 становника. Насеље се налази на надморској висини од 67 м.

## Становништво
| 1936. | 1951. | 1961. | 1971. | 1981. | 1991. | 2001. | 2011. |
| ----- | ----- | ----- | ----- | ----- | ----- | ----- | ----- |
| 2.506 | 2.416 | 2.062 | 1.831 | 1.706 | 1.669 | 1.653 | 1.680 |